# 김포차량사업소
김포차량사업소(金浦車輛事業所)는 서울특별시 강서구와 인천광역시 계양구에 위치한 서울시메트로9호선 관할 서울 지하철 9호선 전동차 차량기지이다. 
주요 업무는 서울시메트로9호선 9000호대 전동차의 경·중검수 및 내부관리이며 현대자동차그룹의 계열사인 메인트란스에서 담당하고 있다. 인근에 서울 지하철 9호선 개화역, 강서공영차고지가 있어서 개화역광역환승센터가 마련되어 있다. 김포공항역 북서쪽에 김포차량사업소의 인입선이 분기되어 있으며, 9호선의 급행열차가 이 선로를 통하여 입고한다. 봄,여름,가을에는 심야에 33편성이 주박한다. 겨울에는 심야에 35편성이 주박한다.

## 업무
- 서울시메트로9호선 9000호대 전동차 입·출고 검수관리